# Neuropeptídeo

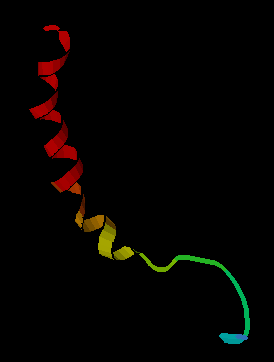
Neuropeptídeo Y

Os Neuropeptídeos são pequenas moléculas semelhantes a proteínas, do tipo peptídeo, utilizadas pelos neurónios para comunicarem entre si. São moléculas sinalizadoras que influenciam a atividade do cérebro e do corpo de formas específicas. Diferentes neuropeptídeos estão envolvidos numa vasta gama de funções cerebrais, tais como analgesia, recompensa, ingestão alimentar, metabolismo, reprodução, comportamento social, aprendizagem e memória.

## Mecanismo e síntese
Os neuropeptídeos são sintetizados a partir de proteínas precursoras inativas, denominadas pré-peptídeos, que são clivadas em vários pequenos peptídeos ativos. Os pré-peptídeos produzem frequentemente múltiplas cópias do mesmo peptídeo ou muitos peptídeos diferentes. O número de repetições de uma sequência peptídica mudou frequentemente ao longo da evolução e serviu como um ambiente propício à variabilidade genética.
Os péptidos son sintetizados no soma neuronal, e entran na vía secetora pasando a través do RER-complexo de Golgi, onde sofren un maior procesamento, despois son empaquetados en grandes vesículas de núcleo denso e son transportados ao longo do axón ou as dendritas. As grandes vesículas de interior denso encóntranse con frecuencia en todas as partes dunha neurona, incluíndo o soma, dendritas, inchamentos axonais (varicosidades) e terminacións nerviosas, mentres que as vesículas sinápticas pequenas atópanse principalmente en grupos en localizacións presinápticas. A libertação de vesículas grandes e pequenas é regulada de forma diferente. Os neuropeptídeos são libertados de forma dependente de cálcio ao ligarem-se aos recetores acoplados à proteína G (GPCRs). As vesículas grandes e com núcleo denso libertam baixos volumes de neuropeptídeos em comparação com as vesículas sinápticas e os neurotransmissores. Os neuropeptídeos não são imediatamente reabsorvidos, degradados ou reciclados e, por isso, permanecem bioativos durante longos períodos.
A expressão peptidérgica no cérebro pode ser altamente seletiva e específica. Nas larvas de Drosophila, por exemplo, a hormona da eclosão é expressa em apenas dois neurónios, enquanto a SIFamida é expressa em quatro. Em contraste com a sua expressão selectiva, a actividade peptidérgica pode ser ampla e duradoura. Os neuropeptídeos são frequentemente combinados com outros peptídeos e neurotransmissores tradicionais. Por exemplo, o peptídeo intestinal vasoativo é tipicamente co-libertado com a acetilcolina. Em contraste com a sua expressão selectiva, a acção dos péptidos pode ser ampla e diversa. Os peptídeos ligam-se aos GPCRs para induzir cascatas de sinalização que alteram a atividade celular e sináptica. Existe também processamento específico de precursores de neuropeptídeos nos tecidos. Os diferentes tecidos têm etapas de processamento traducional adaptadas que resultam em peptídeos estrutural e funcionalmente diferentes. Os peptídeos podem afetar a expressão génica, o fluxo sanguíneo local, a sinaptogénese e a morfologia das células gliais.